# Aronne Pieruz
Aronne Pieruz (Dinslaken, 27 aprile 1983) è un allenatore di sci alpino ed ex sciatore alpino italiano.

## Biografia

### Carriera sciistica
Originario di Vittorio Veneto, Pieruz debuttò nel Circo bianco disputando una gara FIS ad Alleghe il 3 dicembre 1998; in Coppa Europa Pieruz esordì il 6 marzo 2001 a Sestriere in discesa libera (78º) e conquistò i suoi due podi nel 2008 in supergigante: il primo l'11 febbraio a Sella Nevea (3º) e il secondo il 15 marzo a Les Orres (2º). Il 20 novembre 2008 debuttò in Coppa del Mondo partecipando al supergigante tenutosi sulle nevi canadesi di Lake Louise, ottenendo il 50º posto.
In Coppa del Mondo ottenne il suo miglior piazzamento l'11 dicembre 2009 a Val-d'Isère in supercombinata (19º) e prese per l'ultima volta il via il 23 gennaio 2010 a Kitzbühel in discesa libera (47º); si ritirò al termine di quella stessa stagione 2009-2010 e la sua ultima gara fu lo slalom gigante dei Campionati italiani 2010, disputato il 28 marzo a Falcade/Passo San Pellegrino e chiuso da Pieruz al 12º posto. In carriera non prese parte né a rassegne olimpiche né iridate e si ritirò nel 2010.

### Carriera da allenatore
Dal 2011 al 2014 ha allenato il settore femminile del comitato regionale del Veneto della Federazione italiana sport invernali.

## Palmarès

### Coppa del Mondo
- Miglior piazzamento in classifica generale: 119º nel 2010

### Coppa Europa
- Miglior piazzamento in classifica generale: 29º nel 2008
- 2 podi:
  - 1 secondo posto
  - 1 terzo posto

### Campionati italiani
- 3 medaglie[2]:
  - 2 ori (supergigante nel 2008; combinata nel 2010)
  - 1 bronzo (supergigante nel 2010)